# Cao (họ)
Cao là một họ của người thuộc vùng Văn hóa Đông Á. Họ này có mặt ở Việt Nam, Triều Tiên (Hangul: 고, Romaja quốc ngữ: Go), Trung Quốc (chữ Hán: 高, bính âm: Gao).
Tại Trung Quốc trong danh sách Bách gia tính họ Cao đứng thứ 153, về mức độ phổ biến, họ này xếp thứ 19 theo thống kê năm 2006. Ở Nhật Bản có một số họ mang chữ Hán 高 "cao" (có biến thể viết là 髙), trong tiếng Nhật đọc là たか "taka" (như 高橋 "Takahashi", 高村 "Takamura"), nhưng các họ này không hề có liên quan tới họ Cao ở Trung Quốc, Triều Tiên và Việt Nam.

### Họ Cao cổ đại

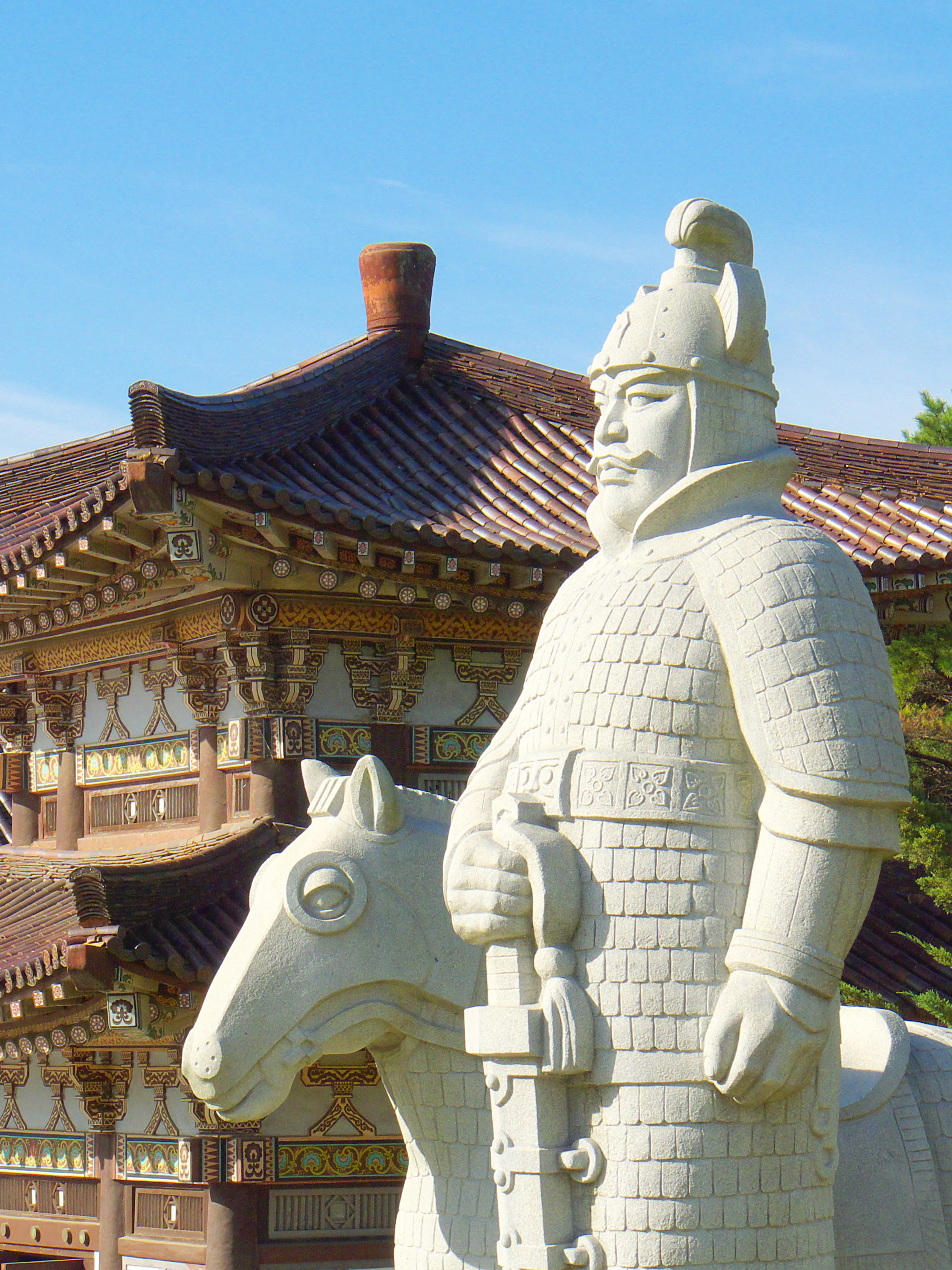
Cao Chu Mông, hoàng đế đầu tiên Cao Câu Ly

### Trung Quốc

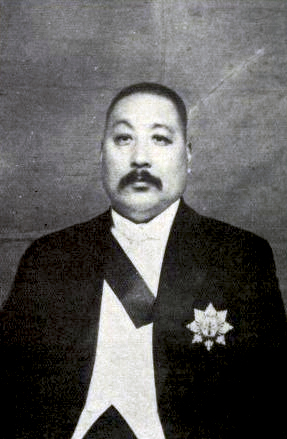
Cao Lăng Úy, Tổng thống Trung Hoa Dân quốc năm 1923